# La Gota de Llet
La Gota de Llet és un edifici del centre de Terrassa (Vallès Occidental), protegit com a bé cultural d'interès local. És situat al carrer de la Unió, a la cantonada amb el carrer de les Parres.

## Descripció
És un edifici cantoner de planta baixa i dos pisos. La façana principal, adaptada al traçat còncau del carrer de la Unió, té una composició amb predomini de les línies horitzontals (impostes, finestres, barbacana, etc.). A la base hi ha un sòcol de paredat. Els pisos mostren obertures agrupades i emmarcades per maó, i deixen al centre espais cecs decoratius. És interessant la façana posterior, amb tribunes arrodonides.

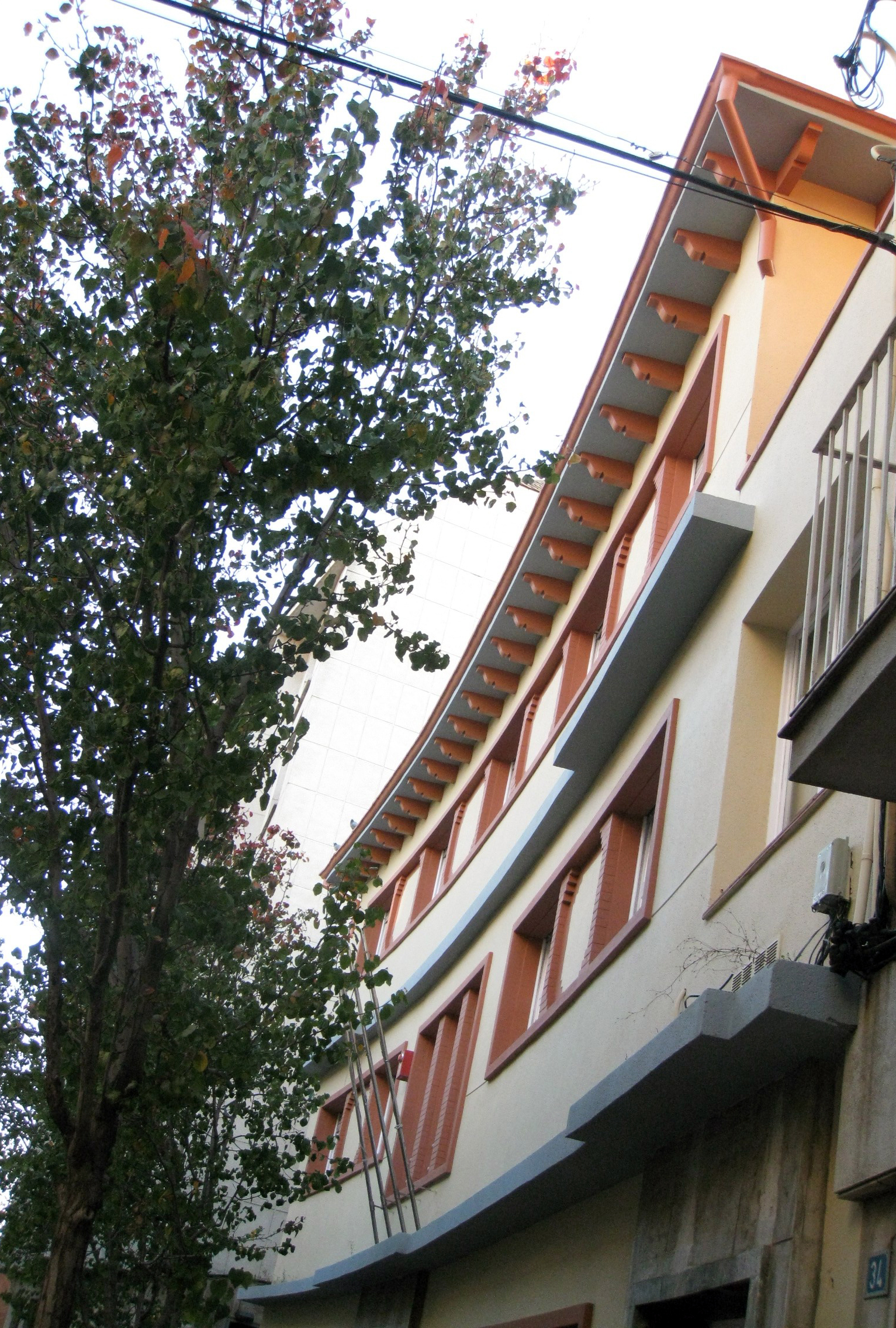
Detall de la façana en què se'n pot apreciar el traçat còncau

## Història
El projecte de l'obra per a aquest edifici és de Lluís Muncunill, del 1930. Aquest arquitecte va morir l'any 1931 sense poder fer-se càrrec de la direcció de les obres.
Inicialment es va destinar a llar d'infants i maternitat, d'aquí el nom amb què és conegut l'edifici. Més endavant va formar part de l'Ajuntament republicà i després de la guerra civil fou la seu dels Jutjats de Primera Instància i també comissaria de la policia. El 1985 va ser restaurat i va passar a hostatjar l'IMSAV (Institut Municipal per a la Salut i la Qualitat de Vida).
Actualment hi tenen la seu diversos serveis municipals, com ara Comerç, Mercats i Fires; Protecció de la Salut, i la delegació del Centre de l'IMSABS (Institut Municipal de Sanitat i Benestar Social), hereu de l'IMSAV.